# Jagiellonia Białystok w sezonie 1968/1969

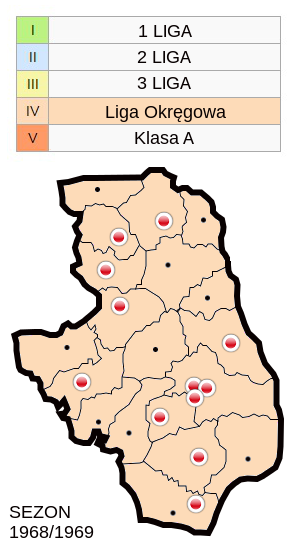
BOZPN - Zespoły występujące w Lidze Okręgowej w sezonie 1968/69

Jagiellonia Białystok przystąpiła do rozgrywek Ligi Okręgowej Białostockiego OZPN.

## IV poziom rozgrywkowy
Słaby sezon w wykonaniu białostoczan, tylko 4 zwycięstwa i 8 remisów, 16pkt. nie wystarczyło do utrzymania i Jagiellonia w następnym sezonie znowu zagra w A klasie.

Dość niespodziewanie, jak na ten sezon, Jagiellonia zanotowała bardzo dobre występy w Okręgowym Pucharze Polski. Po raz pierwszy w swojej historii dochodząc do finału tych rozgrywek. Tam po zaciętym boju, przegrała w karnych z Wigrami Suwałki. W regulaminowym czasie gry padł remis 1:1,dogrywki regulamin nie przewidywał, w karnych zwyciężył Mazur 10:9.

## Końcowa tabela Ligi Okręgowej - Białostocki OZPN
| Lp. | Drużyna                      | M  | Z  | R | P  | Bramki | Bramki | Różn. | Pkt. | Uwagi          |
| --- | ---------------------------- | -- | -- | - | -- | ------ | ------ | ----- | ---- | -------------- |
| 1   | Mazur Ełk (s)                | 22 | 16 | 4 | 2  | 62     | 13     | +49   | 36   | Awans III liga |
| 2   | Husar Nurzec                 | 22 | 14 | 4 | 4  | 40     | 17     | +23   | 32   |                |
| 3   | Wigry Suwałki                | 22 | 11 | 2 | 9  | 37     | 37     | 0     | 24   |                |
| 4   | Warmia Grajewo               | 22 | 10 | 4 | 8  | 35     | 48     | -13   | 24   |                |
| 5   | Pogoń Łapy                   | 22 | 10 | 3 | 9  | 33     | 22     | +11   | 23   |                |
| 6   | Sokół Sokółka                | 22 | 10 | 2 | 10 | 42     | 44     | -2    | 22   |                |
| 7   | Gwardia Białystok            | 22 | 7  | 7 | 8  | 37     | 32     | +5    | 21   |                |
| 8   | ŁKS Łomża                    | 22 | 9  | 3 | 10 | 43     | 40     | +3    | 21   |                |
| 9   | Społem (Tur) Bielsk Podlaski | 22 | 8  | 4 | 10 | 37     | 42     | -5    | 20   |                |
| 10  | Czarni Olecko (b)            | 22 | 6  | 7 | 9  | 39     | 47     | -8    | 19   |                |
| 11  | Jagiellonia Białystok        | 22 | 4  | 8 | 10 | 34     | 48     | -14   | 16   | Spadek kl.A    |
| 12  | Ognisko Białystok (b)        | 22 | 1  | 4 | 17 | 24     | 73     | -49   | 6    | Spadek kl.A    |

## Skład
Grzegorz Szymański, Ryszard Chrzanowski, Jurgiel, Eugeniusz Guzowski, Andrzej Radziwoński, Wit Jankowski, Cezary Szafranowski, Zdzisław Strzemiński, Jarosław Wasilewski, Leszek Frelek, Tadeusz Chańko.

## Mecze
| Mecze i wyniki | Mecze i wyniki             | Mecze i wyniki                     | Mecze i wyniki | Mecze i wyniki | Mecze i wyniki         | Mecze i wyniki | Mecze i wyniki                                   | Poz w lidze. | Poz w lidze. | Poz w lidze. |
| Lp. | Data                       | Rozgrywki                          | F.             | D/W            | Przeciwnik             | Wynik          | Strzelcy bramek                                  | M.           | P.           | Br.          |
| --- | -------------------------- | ---------------------------------- | -------------- | -------------- | ---------------------- | -------------- | ------------------------------------------------ | ------------ | ------------ | ------------ |
| 1 473 | 04.08.1968 Białystok       | Liga Okr. - 1 kol.                 | -              | D              | Ognisko Białystok      | 2:2            | Jabłoński, Frelek                                | 5            | 1            | 2:2          |
| 2 474 | 11.08.1968 Białystok       | Liga Okr. - 2 kol.                 | 1000           | D              | Gwardia Białystok      | 1:4            | Szymański 25'                                    | 10           | 1            | 3:6          |
| 3 475 | 18.08.1968 Olecko          | Liga Okr. - 3 kol.                 | -              | W              | Czarni Olecko          | 1:1            | Gregorczuk 47'                                   | 9            | 2            | 4:7          |
| 4 476 | 25.08.1968 Białystok       | Liga Okr. - 4 kol.                 | -              | D              | Wigry Suwałki          | 1:1            | Bujno (k)                                        | 9            | 3            | 5:8          |
| 5 477 | 01.09.1968 Sokółka         | Liga Okr.a - 5 kol.                | 2500           | W              | Sokół Sokółka          | 2:1            | Stankiewicz 7'                                   | 10           | 3            | 6:10         |
| 6 478 | 15.09.1968 Białystok       | Liga Okr. - 6 kol.                 | 300            | D              | Pogoń Łapy             | 1:0            | Frelek 40'                                       | 9            | 5            | 7:10         |
| 7 479 | 22.09.1968 Bielsk Podlaski | Liga Okr. - 7 kol.                 | -              | W              | Społem Bielsk Podlaski | 3:0            | -                                                | 10           | 5            | 7:13         |
| | 29.09.1968 Białystok       | Liga Okr. - 8 kol.                 | -              | D              | Warmia Grajewo         | (przeł.)       | -                                                |              |              |              |
| | 06.10.1968 Łomża           | Liga Okr. - 9 kol.                 | -              | W              | ŁKS Łomża              | (przeł.)       | -                                                |              |              |              |
| 8 480 | 13.10.1968 Ełk             | Liga Okr. - 10 kol.                | -              | W              | Mazur Ełk              | 8:0            | -                                                | 10           | 5            | 7:21         |
| | 20.10.1968 Białystok       | Liga Okr. - 11 kol.                | -              | D              | Husar Nurzec           | (przeł.)       | -                                                |              |              |              |
| 9 481 | 28.10.1968 Łomża           | Liga Okr. - 9 kol. (mecz zaległy)  | -              | W              | ŁKS Łomża              | 3:2            | Białostocki x 2                                  | 11           | 5            | 9:24         |
| 10 482 | 03.11.1968 Białystok       | Liga Okr. - 8 kol. (mecz zaległy)  | -              | D              | Warmia Grajewo         | 1:2            | Bujno 30'                                        | 11           | 5            | 10:26        |
| 11 483 | 10.11.1968 Białystok       | Liga Okr. - 11 kol. (mecz zaległy) | -              | D              | Husar Nurzec           | 3:0            | Stankiewicz 24' Jabłoński 55' Frelek 89'         | 11           | 7            | 13:26        |
| | 13.04.1969 Białystok       | Liga Okr. - 12 kol.                | -              | W              | Ognisko Białystok      | (przeł.)       | -                                                |              |              |              |
| 12 484 | 20.04.1969 Białystok       | Liga Okr. - 13 kol.                | -              | W              | Gwardia Białystok      | 1:1            | Jabłoński 62'                                    | 11           | 8            | 14:27        |
| 13 485 | 27.04.1969 Białystok       | Liga Okr. - 14 kol.                | 800            | D              | Czarni Olecko          | 6:2            | Jabłoński x3, Bujno, Hryniewicki, Frelek         | 11           | 10           | 20:29        |
| 14 486 | 04.05.1969 Suwałki         | Liga Okr. - 15 kol.                | 1500           | W              | Wigry Suwałki          | 1:1            | Frelek 18'                                       | 11           | 10           | 21:31        |
| 15 487 | 11.05.1969 Białystok       | Liga Okr. - 16 kol.                | 500            | D              | Sokół Sokółka          | 3:4            | Frelek, Stankiewicz Zielenkiewicz (sam)          | 11           | 10           | 24:35        |
| 16 | 17.05.1969 Białystok       | PP OKR                             | 400            | D              | Gwardia Białystok      | 3:1            | Sienkiewicz 61' Hryniewicki 84' Bujno 90'        | awans        | awans        | awans        |
| 17 488 | 25.05.1969 Łapy            | Liga Okr. - 17 kol.                | -              | W              | Pogoń Łapy             | 4:0            | -                                                | 11           | 10           | 24:39        |
| 18 489 | 01.06.1969 Białystok       | Liga Okr. - 18 kol.                | -              | D              | Społem Bielsk Podlaski | 4:1            | Szafranowski 16' 49' szeląg 53' Hryniewiecki 86' | 11           | 12           | 28:40        |
| 19 490 | 05.06.1969 Białystok       | Liga Okr. - 19 kol.                | 500            | D              | ŁKS Łomża              | 2:2            | Frelek 60' Jabłoński 68'                         | 11           | 13           | 30:42        |
| 20 491 | 08.06.1969 Białystok       | Liga Okr. - 20 kol.                | -              | D              | Mazur Ełk              | 1:1            | Jabłoński 72                                     | 11           | 14           | 31:43        |
| 21 492 | 11.06.1969 Białystok       | Liga Okr. - 12 kol. (mecz zaległy) | -              | W              | Ognisko Białystok      | 1:1            | b.d.                                             | 11           | 15           | 32:44        |
| 22 493 | 15.06.1969 Grajewo         | Liga Okr. - 21 kol.                | -              | W              | Warmia Grajewo         | 1:1            | Frelek 22'                                       | 11           | 16           | 33:45        |
| 23 494 | 22.06.1969 Nurzec          | Liga Okr. - 22 kol.                | -              | W              | Husar Nurzec           | 3:1            | Frelek 9'                                        | 11           | 16           | 34:48        |
| 24 | 29.06.1969 Białystok       | PP OKR - finał                     | -              | D              | Wigry Suwałki          | 1:1 (9:10)k    | -                                                | odpadnięcie  | odpadnięcie  | odpadnięcie  |
| - rozgrywki ligowe, - rozgrywki pucharu polski, - rozgrywki pucharu ligi, - rozgrywki ligi europejskiej, - mecze barażowe lub eliminacyjne, - inne. Liczba meczów w sezonie:1 2 (wszystkie mecze na najwyższym poziomie rozgrywkowym)3 (wszystkie mecze w rozgrywkach ligowych bez baraży) , Puchar Polski: 2 (mecze Pucharu Polski na szczeblu centralnym)3 (wszystkie mecze w Pucharze Polski) |                            |                                    |                |                |                        |                |                                                  |              |              |              |